# Domenik
Domenik oder Domenic (vom lateinischen dominicus  „zum Herrn gehörend“) ist ein männlicher Vorname. Die weibliche Form ist Domenika oder Domenica.

## Bekannte Namensträger
- Domenik Hixon (* 1984), US-amerikanischer American-Football-Spieler
- Domenik Reinboth (* 1983), deutscher Basketballtrainer
- Domenik Schierl (* 1994), österreichischer Fußballtorwart